# William Lacey (martyr)
Pour les articles homonymes, voir Lacey (homonymie).
William Lacey, né à une date inconnue dans le Yorkshire et mort le 22 août 1582 à York est un prêtre catholique martyr anglais, qui est exécuté pendant le règne d'Élisabeth Ire.

## Biographie
William Lacey est né à Houghton ou à Tosside, dans le West Riding. Il épouse une veuve, nommée Cresswell, dont les fils, Arthur et Joseph, devinrent jésuites. Ses biographes ne nous parlent guère de sa famille. Il aurait un frère, Ralph et une sœur, Barbara, ainsi que des neveux (apparemment ses fils) Robert et William. Il occupe un poste rémunéré par la Couronne, peut-être celui de coroner, jusqu'en 1565 environ. 
Catholique il fait partie du réseau de laïcs qui cache des prêtres chez eux. Ne participant pas lui et sa famille aux offices anglicans, son absence est remarquée et il est contraint d'abandonner sa charge. Il est régulièrement soumis à des amendes pour ne pas se conformer à la nouvelle religion. Pour éviter d'être emprisonné - il le sera un temps à la prison de Hull - il doit quitter son domicile et se cache. Après la mort de sa femme, il choisit de se faire prêtre. Il part alors clandestinement pour le continent. Il rejoint le collège anglais de Reims le 22 juin 1580. Le 25 septembre suivant il se rend à Pont-à-Mousson, puis à Rome, où, après avoir obtenu une dispense, il devint prêtre. La dispense était nécessaire avant l'ordination, car il fut marié.
Il est arrêté le 22 juillet 1582 lors d'une messe célébrée avec un autre prêtre Thomas Bell, qui plus tard apostasiera, et emprisonné au château d'York. Il est traduit en justice le 11 août non sans avoir été torturé longuement préalablement. Il est condamné à mort et exécuté. Avec lui meurt un autre prêtre Richard Kirkman.

## Richard Kirkman
Sur la vie de Richard Kirkman nous ne disposons que de peu d'informations. Nous ignorons s'il est converti ou pas. Désirant devenir prêtre catholique il doit, comme tous ceux qui comme lui ont ce projet, se rendre secrètement sur le continent. Il arrive à Douai en 1577 et après enquête est accepté au collège anglais alors transféré à Reims. Il est ordonné sous-diacre avec Richard Thirkeld, le 14 mars 1579 et prêtre le samedi saint de la même année.
Il embarque pour la mission anglaise le 3 août 1579. Ils sont cinq à faire le voyage dont Alexandre Briant. À son retour en Angleterre, il doit vivre caché. Robert Dymoke, un chevalier anglais vivant à Scrivelsby dans le Lincolnshire (Mort dans la prison de Lincoln pour sa foi le 11 septembre 1580), fournit sa cachette. Richard Kirkman doit vivre sous une fausse identité. Il se présente par ailleurs comme tuteur des fils de Dymoke. Pendant quatre ans il peut exercer son ministère. Lorsque Dymoke est arrêté comme récusant, il s'enfuit vers le nord. Mais la présence d'un étranger attire l'attention. Il est finalement arrêté près de Wakefield le 8 août 1582. Démasqué il est enfermé. Finalement jugé il fut exécuté le 22 août 1582 pour haute trahison. Il retrouve sur l'échafaud William Lacey.

## Béatification
William Lacey et Richard Kirkman furent béatifiés avec les cinquante-quatre martyrs anglais par le pape Léon XIII le 29 décembre 1886. Leur mémoire est célébrée le 22 août.